# Star Wars: Rogue Squadron III - Rebel Strike
Star Wars: Rogue Squadron III - Rebel Strike est un jeu vidéo mêlant des phases de combat aérien et de tir en vue à la troisième personne, développé par Factor 5 et édité par LucasArts. Le jeu est sorti en 2003 sur GameCube.
Il s'agit du troisième volet de la série Rogue Squadron après Rogue Squadron 3D et Rogue Leader. Le joueur dirige une nouvelle fois Luke Skywalker et Wedge Antilles aux commandes de vaisseaux de l'univers de Star Wars.
Le jeu propose comme ses prédécesseurs des phases de shoot them up aérien, mais aussi pour la première fois un mode multijoueur, composé d'un mode duel et d'un mode coopératif, ainsi que des phases de combat terrestres. Ces dernières ont néanmoins reçu un accueil mitigé au sein de la presse spécialisée.
D'abord prévue sur Xbox puis sur Wii, une compilation regroupant les trois opus en 60 images par seconde et bénéficiant d'améliorations et d'ajout de combats au sabres-lasers utilisant la Wii MotionPlus était planifiée. Face aux déboires financiers de LucasArts le projet fut annulé en 2008,.

## Système de jeu
Le gameplay de Rebel Strike marque une certaine évolution dans la série Rogue Squadron. Si les phases en vaisseaux n'ont guère évolué, l'introduction de phases en véhicules terrestres et de missions à pied témoignent d'un certain revirement dans l'esprit de la série. Les deux précédents opus n'intégraient en effet que des phases de combat aérien. Star Wars Rebel Strike comprend dix missions de base, plus une d'entraînement et cinq bonus.

### Phases aériennes
Les séquences de pilotage restent très proches de celles de Star Wars: Rogue Squadron II - Rogue Leader, tant sur le plan visuel qu'au niveau du gameplay. Il s'agit encore une fois de piloter un vaisseau de l'univers de la Guerre des Étoiles et d'accomplir un certain nombre d'objectifs, qui vont de l'escorte de véhicules à la destruction de cibles ennemies. En plus des traditionnels X-Wing, A-Wing et autres Y-Wing, le joueur est amené à piloter de nouveaux chasseurs, notamment le bombardier TIE, le TIE fantôme ou encore le chasseur Jedi.

### Phases terrestres
Ces séquences constituent la principale nouveauté de Rebel Strike. Celles-ci se composent d'une part de phases de conduite de véhicules terrestres et d'autre part de scènes de combat à pied.
Le jeu propose deux types de véhicules terrestres: les walkers et les moto-jets. les premiers disposent d'un arsenal conséquent, composé de canons lasers mais parfois aussi de missiles, ainsi que d'un blindage très résistant, ce qui leur permet de faire face à un grand nombre d'adversaires. Le joueur est généralement amené à piloter un TR-TT, mais une séquence permet aussi de conduire un TB-TT.

Les séquences en moto-jet misent davantage sur la vitesse que sur le combat. En effet, durant ces séquences, le joueur doit faire preuve d'adresse pour diriger sa moto lancé à pleine vitesse tout en parvenant à éviter les obstacles naturels (ravins, troncs d'arbres, rochers, etc) et à éliminer les unités ennemies.
Enfin, les phases à pied s'apparentent à un jeu de tir à la troisième personne. Elles permettent en effet au joueur de parcourir un niveau tout en éliminant les troupes impériales présentes sur son chemin, le tout en vue à la troisième personne. Au cours de ces séquences, il est possible d'utiliser un pistolet laser, un fusil laser, mais aussi un blaster E-WEB, et de se régénérer à l'aide de fioles de bacta.

### Les médailles
Lorsqu'il termine une mission, le joueur voit s'afficher certaines données, telles que la durée de la mission, sa précision, le nombre d'ennemis tués ou encore le nombre de vies perdues. En remplissant des critères particuliers pour chaque donnée, le joueur peut décrocher une médaille, qui lui rapporte des points. Ceux-ci sont indispensables afin d'accéder aux missions bonus. Le nombre de médailles obtenues modifie le grade, le grade maximum étant le Commandant Suprême Allié.

### Mode multijoueur
Rogue Squadron III intègre un mode multijoueur, permettant à deux joueurs de s'affronter grâce au mode duel, ou de revivre les missions de Rogue Leader en mode coopératif.

### Les vaisseaux
Les vaisseaux de base :
- Le X-Wing : Vaisseau le plus connu, ses multiples qualités (maniabilité, vitesse, puissance de ses boucliers déflecteurs...) en font le choix idéal pour la plupart des missions -Équipé de torpilles à proton et d'une unité R2.
- Le Y-Wing : Bombardier dont les bombes à proton sont dévastatrices. -Équipé de bombes à proton, d'une unité R2 et d'un canon à ion.
- Le B-Wing : Vaisseau doté d'une importante puissance de feu. -Équipé de torpilles à protons et d'un canon à ion.
- Le A-Wing : Chasseur le plus rapide et le plus facile à manœuvrer au détriment d'un bouclier peu résistant. -Équipé de missiles à concussion
- Le snowspeeder: Ce chasseur n'est présent que dans certaines missions, notamment parce qu'il est incapable de voler hors atmosphère. Il possède un câble de remorquage capable de neutraliser les TB-TT. Il est dépourvu de boucliers déflecteurs, ce qui en fait un appareil particulièrement fragile.

Les vaisseaux bonus :
- Le Faucon Millénium : Vaisseau de Han Solo, il est le plus rapide. Son bouclier est très résistant mais il est difficile à manœuvrer. -Équipé de missiles à concussions et d'une unité R2.
- Slave 1 : Vaisseau personnel du chasseur de primes Boba Fett, ce chasseur est lent et son bouclier est peu résistant, mais ces défauts sont compensés par son stock de mines soniques: une vingtaine dont les dégâts sont énormes. -Équipé des mines soniques.
- chasseur Naboo: Vaisseau rapide et très maniable, mis au point sur Naboo. -Équipé de torpilles à proton et d'une unité R2.
- chasseur Jedi : Vaisseau de classe Delta 7 utilisé par les Jedi de l'ancienne République. -Équipé de mines soniques et d'une unité R2.
- chasseur Tie : Vaisseau de l'Empire facile à manœuvrer mais doté d'une faible puissance de feu et d'un bouclier peu résistant.
- Tie fantôme : Vaisseau de l'Empire ultra rapide. -Équipé d'un canon à ion.
- bombardier TIE : Bombardier de l'Empire ; équipé de bombes à protons.
- La Buick: Cette voiture sort tout droit des années 1980. Lors de l'activation du turbo elle devient décapotable, et si on écoute bien on peut entendre la musique de la cantina.